# Selo pri Bledu
Selo pri Bledu – wieś w Słowenii, w gminie Bled. W 2018 roku liczyła 216 mieszkańców.